# Rhaphipodus suturalis
Rhaphipodus suturalis là một loài bọ cánh cứng trong họ Cerambycidae.